# Peter Schenk

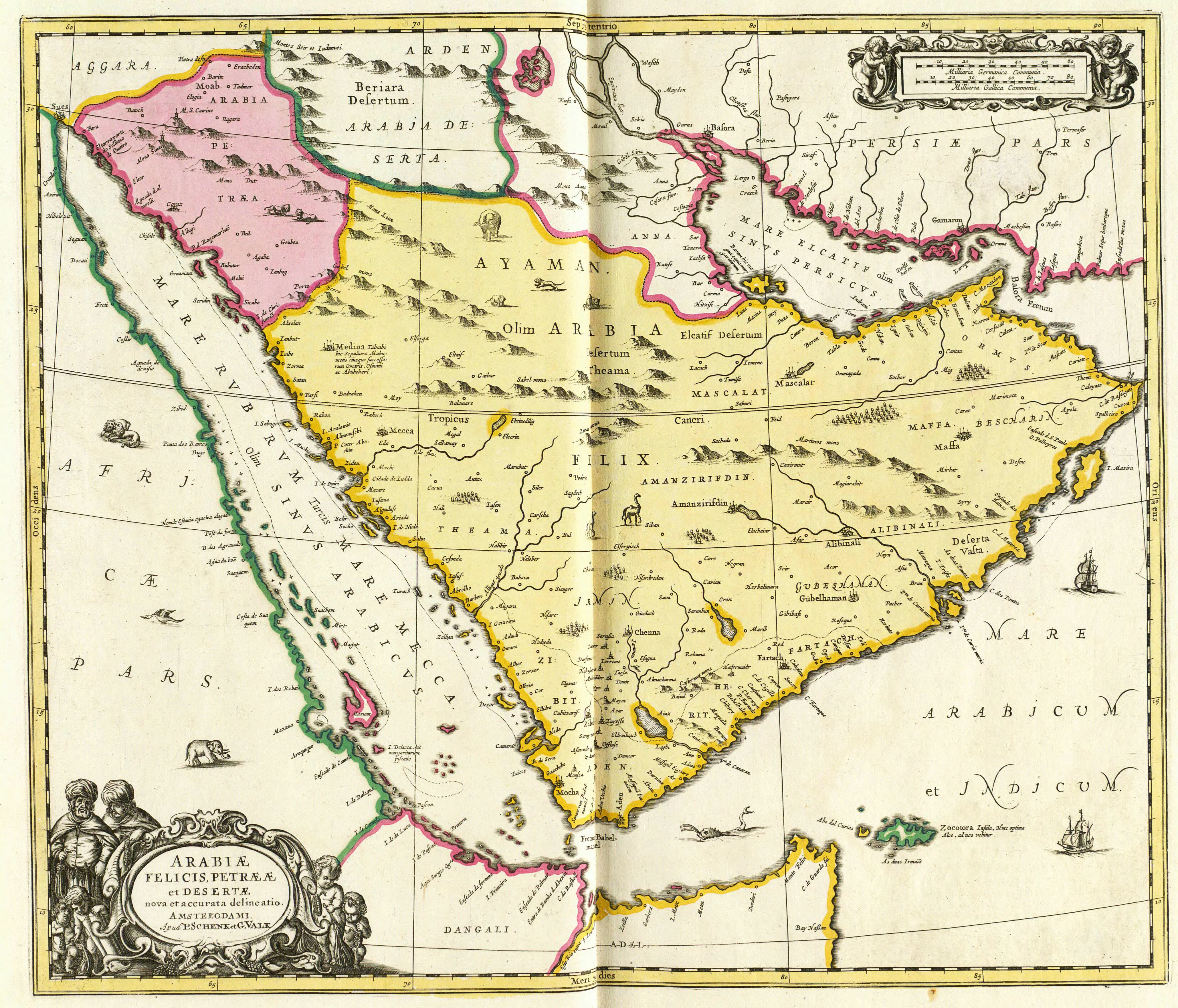
Arabiae Felicis, Petraeae et Desertae nova et accurata delineatio

Peter Schenk, o Pieter Schenck o Petrus Schenck il Vecchio (Elberfeld, 26 dicembre 1660 (battezzato) – Lipsia o Amsterdam, 1711 o 1713), è stato un incisore, editore e cartografo olandese del secolo d'oro di origine tedesca.

## Biografia

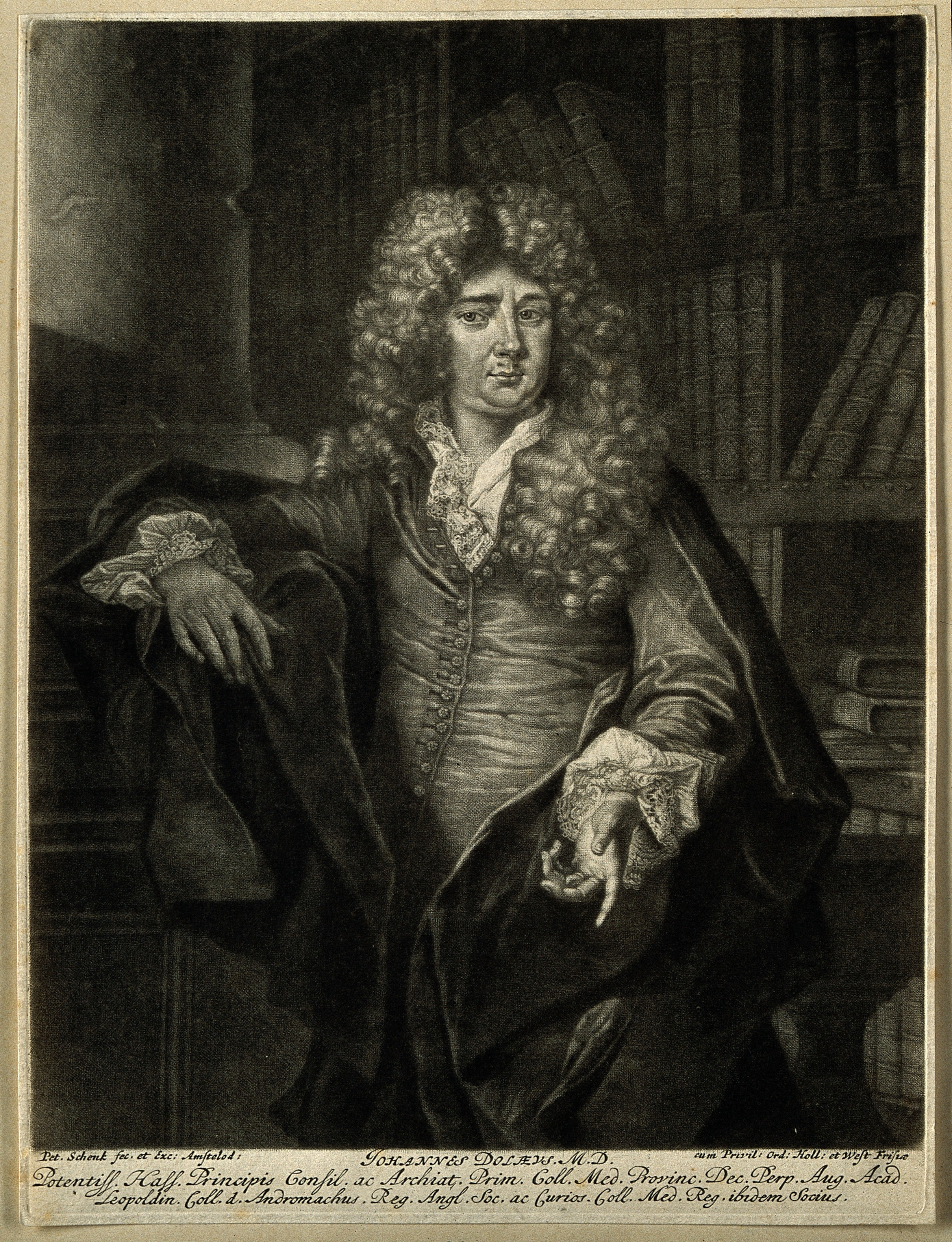
Ritratto di Johannes Dolaeus, mezzatinta di P.Schenck da un suo dipinto

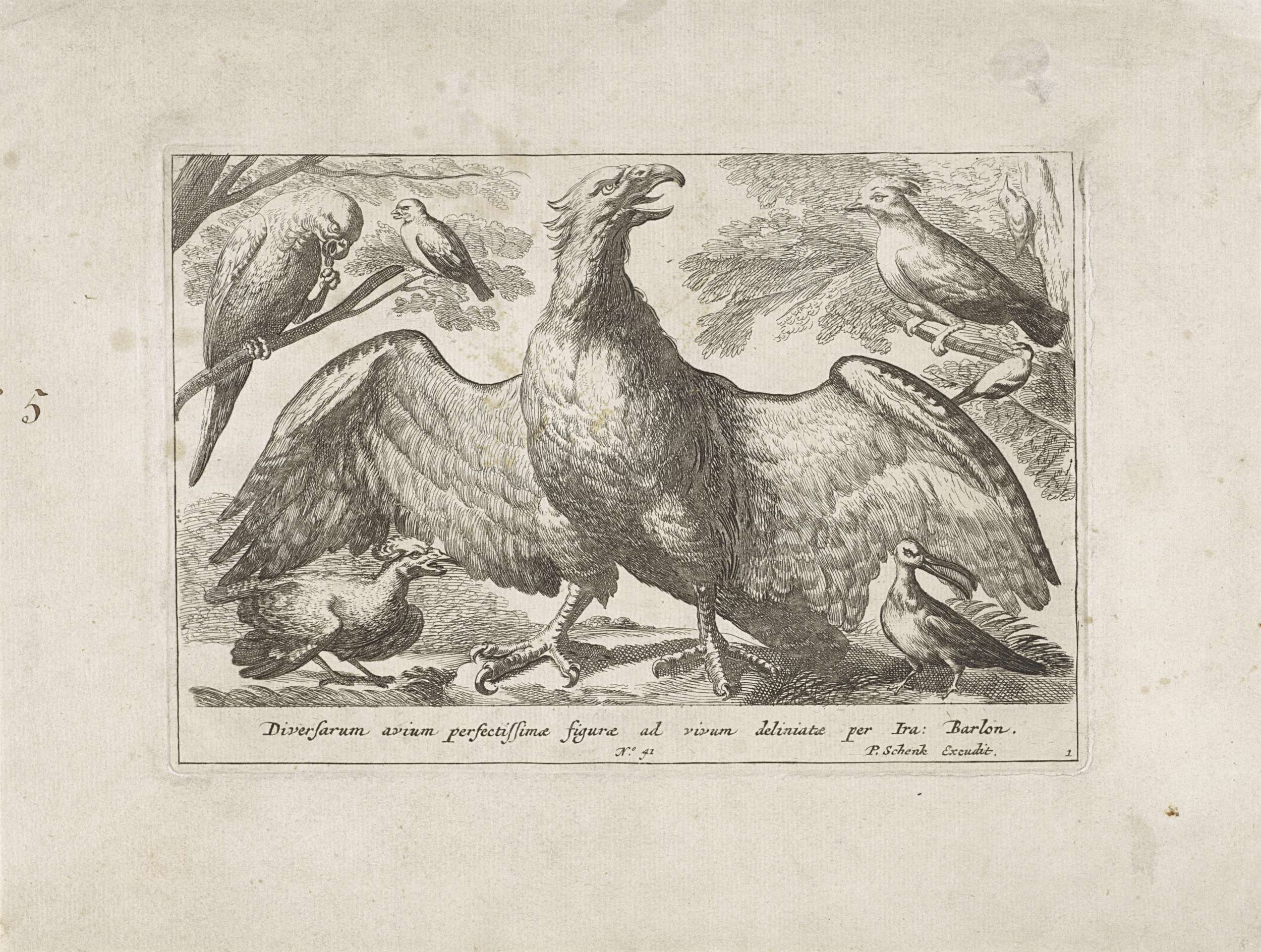
Un'aquila con diversi altri uccelli (incisione)

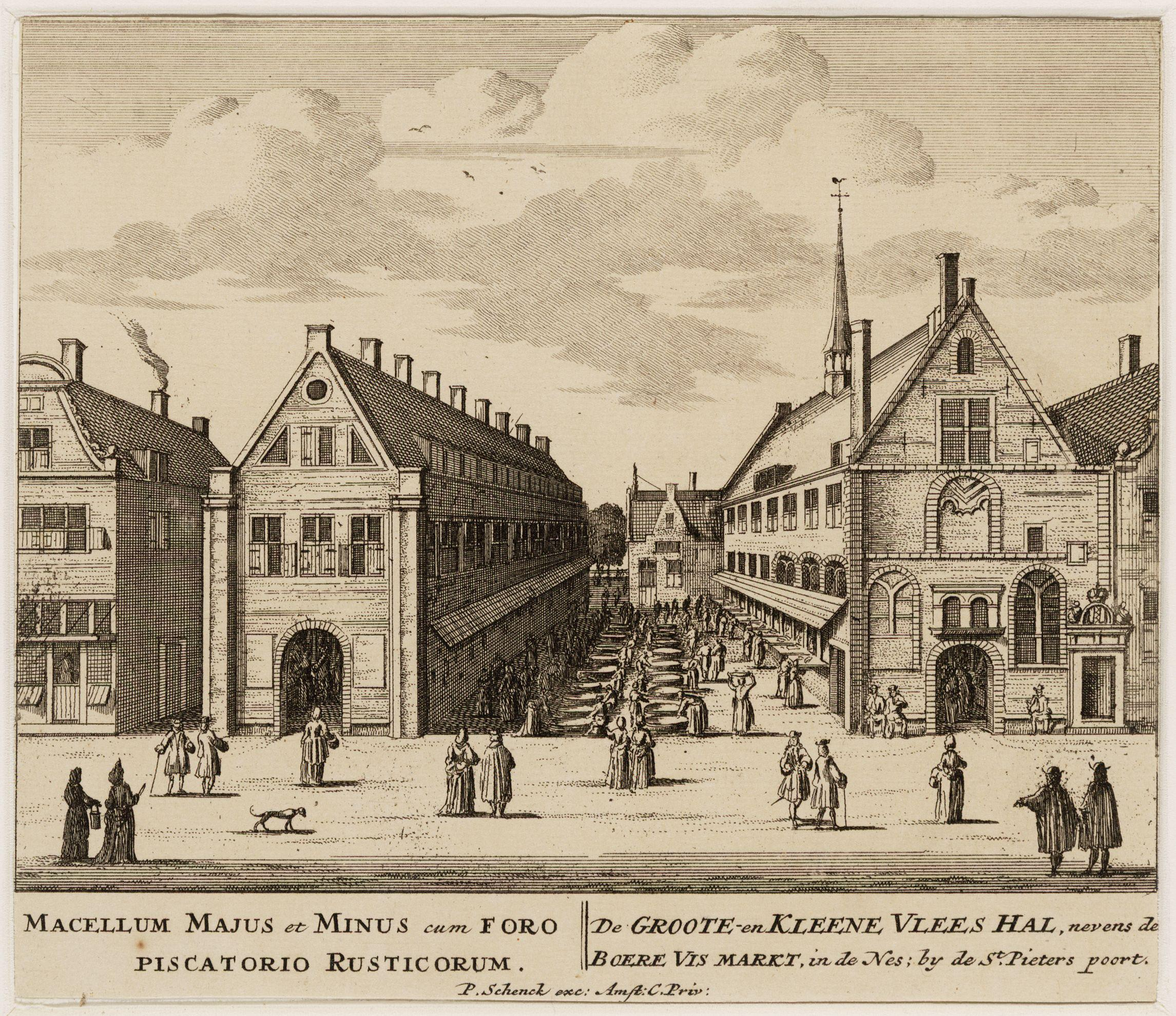
Mercato delle carni grande e piccolo e del pesce

Padre di Pieter, fu allievo di Gerard Valck. Operò ad Amsterdam dal 1675 o dal 1683 al 1711, mentre dal 1700 visitò regolarmente la Fiera di Lipsia, dove aveva anche un negozio, in seguito gestito dal figlio Pieter. Nel 1686, assieme a Gerard Valck, ricevette un privilegio per la stampa e la vendita delle sue opere.  Il 2 novembre 1687 sposò a Buiksloot, un sobborgo di Amsterdam-Noord, Agata Valck, sorella dell'artista Gerard Valck. Anche se Schenck non si recò mai in Inghilterra, tuttavia produsse opere per il mercato inglese come il suo maestro. Le più note pubblicazioni del sodalizio Valck-Schenck furono la seconda edizione della Celestial Atlas Harmonia Macrocosmica di Andreas Cellarius (1708) e un'edizione del Novus Atlas di Johannes Janssonius, intitolato Atlas Anglois e pubblicato a Londra da David Mortier (1715). Augusto II, re di Polonia e principe elettore di Sassonia, lo nominò incisore del re.
Si dedicò soprattutto alla pittura ritrattistica, eseguì vedute topografiche e rappresentò soggetti storici, di genere, tra cui scene galanti, e biblici. Utilizzò la tecnica della mezzatinta fin dal 1695, principalmente per la realizzazione di mappe geografiche. La famiglia Schenck, assieme ai propri soci, fu tra i più noti e prolifici editori di Amsterdam nel XVIIIº secolo. La maggior parte degli atlanti da essa pubblicati furono ristampe a partire da tavole acquistate da altri cartografi. Anche se non originali, le opere dell'artista e della sua famiglia furono finemente realizzate, in linea con le mappe e le incisioni del periodo.
Furono suoi allievi i figli Jan, Leonard e Pieter.